# Wiktor
Wiktor, Wiktoriusz (łac. victor – zwycięzca) – imię męskie pochodzenia łacińskiego.
Wiktor imieniny obchodzi: 22 lutego, 25 lutego, 6 marca, 29 marca, 12 kwietnia, 8 maja, 14 maja, 17 maja, 21 maja, 28 maja, 21 lipca, 28 lipca, 16 września, 30 września, 17 października, 8 listopada.
Żeński odpowiednik: Wiktoria.
W innych językach:
- język angielski – Victor, Viktor
- język hiszpański – Víctor, Victorio
- łacina – Victor
- język niemiecki – Viktor
- język portugalski – Vítor
- język rosyjski – Виктор
- język włoski – Vittorio
- język ukraiński – Віктор

## Osoby o nazwisku Wiktor
- Andrzej Wiktor (1931–2018) – polski zoolog, malakolog, profesor i rektor Uniwersytetu Wrocławskiego
- Aureliusz Wiktor – rzymski historyk
- Bronisław Wiktor (1886–1961) – polski architekt
- Jakub Wiktor (1814–1887) – polski ziemianin, działacz gospodarczy i społeczny
- Jan Wiktor (1812–1877) – polski ziemianin
- Jan Wiktor (1878–1944) – polski ziemianin
- Jan Wiktor (1890–1967) – polski pisarz, publicysta, dziennikarz, poseł
- Kazimierz Wiktor (1845–1903) – polski ziemianin
- Zdzisław Wiktor (1911–1970) – polski internista, nefrolog, historyk medycyny, profesor
- Olga Didur-Wiktorowa (1900–1963) – polska śpiewaczka operowa
- Łarisa Wiktorowa (ur. 1943) – radziecka pływaczka

## Osoby o imieniu Wiktor
- Wiktor III – papież w latach 1086–1087
- Wiktor z Antiochii (VI wiek) – egzegeta grecki
- Wiktor z Damaszku II w. święty prawosławny
- Wiktor z Kartenny V w. katolicki biskup w Mauretanii
- Wiktor z Wity biskup afrykański z V/VI w.
- Wiktor z Tunnuny biskup afrykański z VI w.
- Flawiusz Wiktor, cesarz rzymski
- Wiktor Abakumow
- Viktor Axelsen
- Vítor Baía – portugalski piłkarz
- Wiktor Borzemski – oficer Polskich Sił Zbrojnych na Zachodzie
- Wiktor Czernomyrdin – rosyjski polityk
- Wiktor Dega – polski, lekarz ortopeda i naukowiec, profesor, kawaler Orderu Uśmiechu
- Wiktor Dmuchowski – białoruski dyrygent
- Viktor Dyk – czeski poeta
- Wiktor Emanuel II – pierwszy król zjednoczonych Włoch z dynastii sabaudzkiej
- Wiktor Emanuel III – król Włoch z dynastii sabaudzkiej, samozwańczy cesarz Etiopii (Abisynii)
- Wiktor Gomulicki – pisarz
- Wiktor Hugo – pisarz
- Víctor Valdés – hiszpański piłkarz
- Víctor Jara – chilijski bard
- Wiktor Jerofiejew – rosyjski pisarz
- Wiktor Juszczenko – ukraiński polityk, b. prezydent Ukrainy
- Wiktor Janukowycz – ukraiński polityk, b. prezydent Ukrainy
- Wiktor Korcznoj – szachista rosyjski
- Wiktor Mrówczyński – polski judoka
- Victor Muffat-Jeandet – francuski narciarz alpejski
- Wiktor Niedzicki – polski fizyk, dziennikarz, popularyzator nauki
- Victor Maurel – francuski śpiewak operowy, baryton
- Viktor Orbán – premier Węgier
- Wiktor Osiatyński – polityk
- Wiktor Pielewin – rosyjski pisarz
- Viktor Polašek – czeski skoczek narciarski
- Wiktor Położewicz – ukraiński siatkarz, gra na pozycji drugiego rozgrywającego w klubie AZS Politechnika Warszawska
- Wiktor Skworc – arcybiskup katolicki
- Wiktor Szkłowski – rosyjski literaturoznawca,
- Wiktor Tołkin – polski rzeźbiarz i architekt
- Wiktor Thommée – polski dowódca wojskowy
- Victor Webster – kanadyjski aktor telewizyjny i filmowy
- Wiktor Woroszylski – pisarz
- Wiktor Zborowski – aktor
- Wiktor Zin – architekt i urbanista.